# بيير لويس (كاتب)
بيير لويس، المعروف أكثر باسم بيير لويس (ولد في غنت، بلجيكا في 10 ديسمبر 1870 وتوفي في باريس، فرنسا في 6 يونيو 1925)، كان كاتبًا وشاعرًا بلجيكيًا. اشتهر بسعيه وراء "الحسية الوثنية مع الكمال الأسلوبي". حصل على لقب فارس ثم ضابط في وسام جوقة الشرف تقديرًا لمساهماته في الأدب الفرنسي.
| بيير لويس                  | بيير لويس                                                                                 |
| معلومات شخصية              | معلومات شخصية                                                                             |
| -------------------------- | ----------------------------------------------------------------------------------------- |
| الاسم عند الولادة          | بيير فيليكس لويس                                                                          |
| الميلاد                    | 10ديسمبر 1870 غنت (بلجيكا)                                                                |
| الوفاة                     | 4 يونيو 1925(54 عاما) باريس (فرنسا)                                                       |
| مكان الدفن                 | مقبرة مونبارناس                                                                           |
| الجنسية                    | الفرنسية                                                                                  |
| اللغة الأم                 | الفرنسية                                                                                  |
| العائلة                    |                                                                                           |
| الزوجة:                    | لويز دي هيريديا (1899-1913)                                                               |
| التعليم                    |                                                                                           |
| التعليم                    | مدرسة الإلكول ألساسيان (École alsacienne)                                                 |
| معلومات مهنية              |                                                                                           |
| المهنة                     | شاعر، مترجم، روائي، ومصور فوتوغرافي                                                       |
| المجال                     | الأدب، الشعر، والتصوير                                                                    |
| سنوات النشاط               | منذ 1891                                                                                  |
| الاسم المستعار             | بيير لوي (Pierre Louÿs)                                                                   |
| النوع                      | البارنسيانية والرمزية                                                                     |
| الأعمال البارزة:           | أغاني بليتيس (Les Chansons de Bilitis)                                                    |
| العضويات                   | رابطة الوطن الفرنسي (Liga de la Patria Francesa) ضابط في وسام جوقة الشرف الوطنية عام 1922 |
| التوقيع                    |                                                                                           |
|                            |                                                                                           |
| [editar datos en Wikidata] |                                                                                           |

## السيرة الذاتية
وُلد بيير لوي باسم بيير فليكس لويس في 10 ديسمبر 1870 في غنت، بلجيكا، لكنه انتقل إلى فرنسا حيث قضى بقية حياته. درس في مدرسة الإيكول ألساسيين في باريس، حيث كون صداقة جيدة مع أندريه خيد، الحاصل لاحقًا على جائزة نوبل والمدافع عن حقوق المثليين. منذ عام 1890، بدأ يكتب اسمه "Louÿs" وينطق الحرف "S" الأخير، كطريقة للتعبير عن حبه للثقافة اليونانية الكلاسيكية (الحرف "Y" معروف في الفرنسية باسم "i grec" أو "آي اليونانية"). خلال عقد 1890، أصبح صديقًا للكاتب المسرحي الأيرلندي المثلي أوسكار وايلد، وكان مهديًا لعمل "سالوما" لوايلد في نسخته الفرنسية الأصلية. بدأ لوي بكتابة نصوصه الأولى ذات الطابع الجنسي في سن 18، حيث تطورت لديه اهتمام بالمدرستين البرناسيّة والرمزية في الكتابة. احتفظ بعلاقة رومانسية طويلة الأمد مع زميلته الكاتبة ماري دو رينييه.

## المسيرة
في 1891، ساعد لوي في تأسيس مجلة أدبية اسمها "لا كونك"، حيث نُشرت أعمال لكتاب برناسيين ورمزيين مثل جيد، مالارميه، موريس، فاليري وفيرلين. نشر لوي "أستارت" وهو مجموعة مبكرة من الأبيات الجنسية التي تميزت بأسلوبه الأنيق والرفيع. في 1894، نشر مجموعة شعرية جنسية مكونة من 143 أغنية بعنوان "أغاني بليتيس" (Les Chansons de Bilitis)، بمواضيع مثلية قوية، وهو أحد سمات أدبه الجنسي.تنقسم المجموعة إلى ثلاثة أقسام تمثل مراحل حياة بليتيس: بوكلية في بامفيليا ورثاء في ميتيليني وأبيات شعرية في جزيرة قبرص وتتضمن أيضًا سيرة قصيرة لبليتيس وثلاثة نقوش على قبرها. حازت على شهرة كبيرة لأن لوي نشرها كما لو كانت أعمال عاهرة من اليونان القديمة المعاصرة لسافو وبليتيس، حيث كان فقط المترجم. لم يدم هذا الخداع طويلًا، وكُشف أن "المترجم" لوي هو المؤلف الحقيقي. لم يقلل هذا من قيمة العمل، إذ حظي بالإشادة كمصدر للحسية الأنيقة والأسلوب الراقي، بل زاد من روعته بسبب تصويره التعاطفي للجنسانية المثلية (وللنساء عموماً). بعض القصائد تحولت إلى أغاني بصوت وبيانو، وفي 1897، لحن صديقه المقرب كلود ديبوسي ثلاثة من هذه القصائد في مجموعة "أغاني بليتيس" (Lesure رقم 90) لصوت وبيانو (1897-1898):
- ناي بان: لعيد الأقحوان
- الشعر: قال لي: "حلمت الليلة الماضية"
- قبر النايدات: على طول الغابة المغطاة بالصقيع

  أيضًا، أصدر ديبوسي في 1914 ستة نقوش أثرية كمقطوعات للبيانو بأربع يدين، كتمهيد لحفل قراءات شعرية للوي:
- لاستدعاء بان، إله رياح الصيف

- لقبر بلا اسم
- لجعل الليل مواتياً
- لراقصة الأفعى ذات الجرس
- للمصريين
- لشكر مطر الصباح

  في 1955، كانت "بنات بليتيس" واحدة من أولى المنظمات النسائية للمثليات في الولايات المتحدة، ولا تزال "أغاني بليتيس" عملاً مهمًا للمثليات حتى اليوم.
في 1896، نشر لوي أول رواية له "أفروديت" (Aphrodite (mœurs antiques))، تصوير لحياة البلاط في الإسكندرية. تعتبر مزيجًا من الإفراط الأدبي والرقي، وبيعت منها 350,000 نسخة، مما يجعلها العمل الأكثر مبيعًا لأي كاتب فرنسي حي في زمانه. رغم مطالبة ديبوسي بالحقوق الحصرية لتلحين أوبرا مبنية على أفروديت، والتي أكد لوي رفضه عدة عروض مماثلة، لم يتم تنفيذ المشروع.
في 1901، نشر "مغامرات الملك باوسول" (Les Aventures du roi Pausole) والتي رسّمها تسوغوهارو فوجيتا. في 1916، نشر "مدخل الموت" (Pervigilium Mortis)، وهي أيضًا عمل حر جنسي. وفي 1917، نشر "دليل الأخلاق للبنات الصغيرات" (Manuel de civilité pour les petites filles à l'usage des maisons d'éducation)، وهي محاكاة ساخرة فاحشة لا نظير لها تقريبًا في تاريخ النشر الفرنسي السري، نُشرت بعد وفاته وبشكل مجهول في 1927.
مستوحى من أفكار أبيل ليفرانك حول نظرية ديربيت للملكية الأدبية لشكسبير، اقترح لوي في 1919 أن أعمال موليير كتبها في الواقع كورنيي.
حتى على فراش موته، استمر بيير لوي في كتابة أبيات جنسية.
من جهة أخرى، يُذكر بين الكتاب الفرنسيين الذين ساعدوا أوسكار وايلد في كتابة مسرحية "سالوما"، التي كتبت أصلاً بالفرنسية ولم تُعرض في لندن لأسباب أخلاقية.

## الرسامون
الكثير من الفنانين المتخصصين في الفن الجنسي قاموا بتوضيح أعمال لوي. من أشهرهم جون أوستن، تسوغوهارو فوجيتا، جورج باربييه، لويس إيكار، باسكال بيا، مارسيل فيرتس، روجان، بيير ليروي، ألميري لوبي ريش، لويس-أندريه بيرثومي، سوزان باليفيه، إدوار زيير، جوزيف كوهين-ريجنير، بيير ليساك، بول-إميل بيكات، رينيه رينغل، مونيك روفير، جينيا ميناشي، ماريت ليديس، لوسيو ميلاندري، جيه. إيه. بريزفال، أنطوان كالب، ميلو مانارا، جورج بيشار، وغيرهم.
أشهر الرسومات لأغاني بليتيس كانت من تصميم ويلي بوغاني بأسلوب الآرت ديكو في طبعة خاصة نشرها ميسي-مازيوس في نيويورك عام 1926.

## الأعمال
- 1891: أستارتé (Astarté).
- 1894: أغاني بليتيس (Les Chansons de Bilitis).
- 1926: أغاني بليتيس، ترجمة إنجليزية لـ ألباه بيسي (The Songs of Bilitis, traducción inglesa de Alvah Bessie).
- 1929: طبعة تشمل قصائد محذوفة.
- 1930: "القصائد الحقيقية لبليتيس" (Véritables Chansons de Bilitis)، ربما ليست من تأليف بيير لوي.
- 1896: أفروديت: العادات القديمة (Aphrodite: mœurs antiques).
- 1928: طبعة تشمل مقاطع محذوفة، ترجمت إلى الإنجليزية عام 1928 بواسطة ويتاكر تشامبرز (Whittaker Chambers).[1]
- 1898: المرأة والدمية (La Femme et le pantin).
- 1908: المرأة والدمية، ترجمة إنجليزية لـ ج. ف. مونكشود (G. F. Monkshood) وهو اسم مستعار لويلام جيمس كلارك (William James Clarke).
- 1901: مغامرات الملك باوسول (Les Aventures du roi Pausole).
- 1929: مغامرات الملك باوسول، ترجمة إنجليزية لـ تشارلز هوب لوملي (Charles Hope Lumley).
- 1903: سانغوين (Sanguines).
- 1906: الأرخبيل (Archipel).
- 1916: حارس الموت (Pervigilium mortis).
- 1925: غروب الحوريات (Le Crépuscule des nymphes).
- 1925: أربع عشرة صورة (Quatorze Images).
- منشورات بعد الوفاة:
- 1926: دليل السلوك للبنات الصغيرات في مراكز التعليم (Manuel de civilité pour les petites filles à l'usage des maisons d'éducation).
- 2022: كتيب السلوك للبنات الصالحات في فرنسا، ترجمة إنجليزية لـ لونو تاغرز (A Handbook of Manners for the Good Girls of France).
- 1926: ثلاث بنات لأمهن (Trois Filles de leur mère).
- 1958: الشياطين الإناث (The She-Devils) كـ "بيتر لويس" (Peter Lewys)، ترجمة إنجليزية مجهولة \[لويلام س. روبنسون] نشرت في باريس عبر أوليمبيا برس (Olympia Press).
- 1969: ثلاث بنات الأم (Mother's Three Daughters)، ترجمة إنجليزية لـ سابين ديستري (Sabine D'Estree) وهو اسم مستعار لريتشارد سيفر (Richard Seaver).
- 1927: بسيخي (Psyché).
- 1927: صفحات (نصوص مختارة).
- 1927: اثنا عشر دزينة من الحوارات (Douze douzains de dialogues).
- 1927: قصة الملك غونزالفي والاثنتي عشرة أميرة (Histoire du roi Gonzalve et des douze princesses).
- 1927: قصائد جنسية (Poésies érotiques).
- 1927: بيبراك (Pybrac).
- 1927: اثنان وثلاثون رباعية (Trente-deux Quatrains).
- 1933: في زمن القضاة: أناشيد من الكتاب المقدس (Au Temps des juges: chants bibliques).
- 1933: حكايات مختارة (Contes choisis).
- 1938: المرأة (La Femme).
- 1945: مقطوعات وآخر أبيات (Stances et derniers vers).
- 1948: كأس الفرج الأسطورية (Le Trophée de vulves légendaires).
- 1949: سيداليس (Cydalise).
- 1988: جزيرة النساء (L'Île aux dames).

## روابط خارجية
- ويكيميديا كومونز تحتوي على تصنيف وسائط متعددة عن بيير لويس.
- صفحة بيير لويس في قاعدة بيانات الأفلام على الإنترنت (Internet Movie Database) باللغة الإنجليزية.